# Grávida
Grávida, Centro de Asistencia a la Vida Naciente, es una organización fundamentalista religiosa, cuyo propósito es evitar abortos legales. Ha sido acusada de secuestrar a una menor de edad violada por su padre. Se autoproclama provida católica argentina, fundada con el propósito de servir de ayuda a madres embarazadas con intención de abortar para ofrecerle una alternativa diferente y brindar los elementos necesarios para el cuidado personal y el sano crecimiento del niño. Tiene su sede en la localidad de San Pedro, provincia de Buenos Aires, y tiene presencia en 15 provincias del país. Los miembros del mismo son voluntarios que deben ser fieles al Magisterio de la Iglesia Católica, contando con médicos, abogados, psicólogos y asistentes sociales, entre otras profesiones. 
Ha sido acusada de interponerse con la Justicia, amenazar, violentar centros de salud, violación de la confidencialidad médico-paciente y secuestro de menores.

## Historia
Influenciado por el debate acerca de la familia y la presentación de la exhortación apostólica Familiaris Consortio del papa Juan Pablo II, el profesor Juan Martín Reddel organiza el primer curso de capacitación de voluntarios en el Instituto para el Matrimonio y la Familia de la localidad de San Isidro en 1989, desde donde el fundador llevaría la idea a la en la Parroquia Nuestra Señora del Socorro de la ciudad de San Pedro, en la cual, se establece como la sede central de Grávida en septiembre de 1993. Desde entonces, hasta el día de hoy, San Pedro es la cabecera de la asociación.
Desde la sede sería donde se inician e implementan todos los programas de acción que luego son replicados en el resto de los centros. Luego del año 2000, Grávida se expande por el resto del país, llegando a Paraná en octubre de 2004, y a otras localidades, dando un total de más de 30 centros.
Debido a la expansión de Grávida y la reorganización de los diferentes centros, se inauguraron dos espacios de encuentro anuales de coordinadores y asesores diocesanos en un Consejo Nacional, con la idea de evaluar y proyectar el proceso de crecimiento en las diócesis y en el ámbito nacional. La primera reunión del Consejo Nacional fue los días 26 y 27 de abril de 2014 en Pilar, con el lema "Íntimamente unidos a María, la Madre de Jesús, para cuidar de la vida".

## Propósito
Grávida tiene una marcada ideología provida y católica. En el primer punto, defiende que el comienzo de la vida se da desde su concepción en el seno materno y esta en contra del aborto, aunque sea legal y sea considerado por jurisdicción local como un derecho, particularmente (aunque no únicamente) en el caso de una menor, con la idea de intervenir durante el embarazo acompañando y asistiendo de modo especial a las mujeres en riesgo o en situación de dificultad, alentando su promoción y desarrollo integral. [cita requerida]Este servicio, además de ser propio de la madre y el hijo, se extiende al resto de su familia, antes, mientras y luego del embarazo. Luego del nacimiento, no es obligatorio retener al bebe, ofreciendo a diferentes parejas y familias que están dispuestas a aceptarlo en adopción.
Grávida se integra en la pastoral diocesana y parroquial, al ser una organización laica que es ayudada y aconsejada por un asesor nacional que es sacerdote. Para abrir una nueva casa, se necesita el impulso de al menos dos voluntarios acreditados y debe contar con la autorización del obispo de la diócesis del lugar, recomendando solicitar desde un comienzo la designación de un sacerdote asesor para la orientación espiritual del servicio.

## Conflictos
El abril de 2017, fue suspendida una psicóloga vinculada a Grávida por el Tribunal de Ética del Colegio de Psicólogos por cometer “una falta grave” en la ciudad de Santa Fe, lo cual le valdría no poder ejercer por seis meses. La causa fue la supuesta influencia de la profesional en la decisión de una menor, a la que se le iba a practicar un aborto terapéutico en el Hospital Iturraspe, ocurrido en febrero de 2016. Adrián Berdini, subdirector del Hospital Iturraspe, afirmó que la joven de 11 años estaba siendo tratada por un equipo interdisciplinario, y estaba en el marco Interrupción Legal del Embarazo (artículo n° 86 del Código Penal), pero tras lo cual se produjo interferencia de la psicóloga. El Colegio de Psicólogos la acusó de intervenir e interferir en el trabajo de un colega, lo cual es una falta ética, además de influir con sus convicciones personales a la paciente. El Consejo de la Comunidad del Hospital Iturraspe apoyó la decisión, ya que considera que mezcló sus creencias religiosas con la decisión de la menor.
En octubre de 2017, la Cámara Penal de Santa Fe anuló la sanción, pero en marzo de 2021 la Corte Suprema de Justicia de Santa Fe revocó ese fallo por unanimidad y ordenó dictar una nueva sentencia al tribunal subrogante.
En enero de 2023, la organización fue acusada de secuestrar a una menor de 12 años que se iba a realizar un aborto luego de haber sido violada por su padrastro en la Provincia de Santa Fe. Tras permanecer desaparecida por casi 24 horas, las autoridades provinciales encontraron a la menor cautiva en la sede de Santa Fe de la organización Grávida, que, en respuesta a las acusaciones, cerró los comentarios en sus redes sociales.